# Gianfranco Ghirlanda

Wappen von Gianfranco Ghirlanda

Gianfranco Kardinal Ghirlanda SJ (* 5. Juli 1942 in Rom) ist ein italienischer römisch-katholischer Theologe, Jurist und Kirchenrechtler. Er ist seit 2023 Kardinalpatron des Malteserordens, zuvor er war von 2004 bis 2010 Rektor der Päpstlichen Universität Gregoriana in Rom.

## Leben
Gianfranco Ghirlanda studierte Rechtswissenschaften an der Universität La Sapienza in Rom und wurde dort 1966 promoviert. Sein Studium verdiente er sich durch Fabrikarbeiten bei Fiat. 1966 wurde er Mitglied der Gesellschaft Jesu und studierte fortan an der Päpstlichen Universität Gregoriana Katholische Theologie und Kanonisches Recht. 1973 empfing er das Sakrament der Priesterweihe und erwarb den akademisches Titel Bakkalaureus in Theologie. 1975 erwarb er das Lizenziat im Kanonischen Recht mit summa cum laude und wurde 1978 mit einer mit summa cum laude bewerteten Arbeit in Kanonischem Recht promoviert. Ghirlanda lehrte seit 1975 am Institut der Religionswissenschaften, an der Theologischen Fakultät und der Fakultät für Kanonisches Recht der Gregoriana. 1986 wurde er ordentlicher Professor; von 1995 bis 2004 war er Dekan der dortigen Fakultät für Kanonisches Recht. Von September 2004 bis September 2010 war er Rektor der Päpstlichen Universität Gregoriana.
Des Weiteren ist Gianfranco Ghirlanda Konsultor der Kongregation für die Glaubenslehre (seit 2003), der Kongregation für die Bischöfe (seit 1999), der Kongregation für die Evangelisierung der Völker (seit 1993), der Kongregation für den Klerus (seit 1997), Kongregation für die Institute geweihten Lebens (seit 1987). Weitere Ämter Gianfranco Ghirlandas sind das Amt des Konsultor des Päpstlichen Rates für die Laien (1990–2016) und dem für die Interpretation von Gesetzestexten (seit 1997), wie auch Prälat und Referendar am Obersten Gerichtshof der Apostolischen Signatur und von 1993 bis 2004 Richter des Appellationshofes der Gerichte des Staates der Vatikanstadt. Papst Franziskus ernannte ihn am 6. Oktober 2018 zum Mitglied des Dikasteriums für Laien, Familie und Leben.
Ghirlanda gilt als profunder Kenner der Exerzitien des hl. Ignatius von Loyola. Ghirlanda hat mehrere Bücher veröffentlicht und über 100 Forschungsarbeiten publiziert.
Im Konsistorium vom 27. August 2022 nahm ihn Papst Franziskus als Kardinaldiakon mit der Titeldiakonie Santissimo Nome di Gesù in das Kardinalskollegium auf. Wegen der Überschreitung der Altersgrenze von 80 Jahren ist er bei einem Konklave nicht wahlberechtigt. Wie viele Jesuitenkardinäle des 20. und 21. Jahrhunderts wurde er nicht wie für Kardinäle im Kirchenrecht vorgeschrieben zum Bischof geweiht. Die Besitzergreifung seiner Titeldiakonie fand am 8. Dezember 2022 statt. Am 19. Juni 2023 ernannte ihn Papst Franziskus zum Kardinalpatron des Malteserordens.

## Schriften
- Accettazione della legittima elezione e consacrazione episcopale del Romano Pontefice secondo la Cost. ap. «Universi Dominici gregis» di Giovanni Paolo II. In: Periodica de re canonica, Vol. 86, n. 4, 1997, pp. 615–656.